# Thành phố Al Habtoor
Thành phố Al Habtoor (tiếng Ả Rập: الحبتور سيتي) (tên cũ 'Khu phức hợp Habtoor Palace') là một sự phát triển ở Dubai, bao gồm ba khách sạn (The St. Regis Dubai, W Dubai - Thành phố Al Habtoor và The Westin Dubai, Thành phố Al Habtoor) và ba tòa tháp dân cư cao tầng do Tập đoàn Al Habtoor ủy nhiệm vào năm 2012.
Thành phố Al Habtoor bao gồm ba khách sạn do Marriott International điều hành: The St. Regis Dubai, W Dubai và The Westin Dubai. Các tòa tháp dân cư được lên kế hoạch hoàn thành vào năm 2017 và sẽ bao gồm hai tòa nhà dân cư 75 tầng và một tòa tháp thứ 3 52 tầng với hơn 1.000 căn hộ, cùng với 12 căn hộ. Về việc giải trí, thành phố Al Habtoor cũng sẽ giới thiệu chương trình theo chủ đề nước với 1300 chỗ ngồi bởi Franco Dragone với tên gọi La Perle, học viện quần vợt và các câu lạc bộ, một trong số đó có máy lạnh, và bãi đỗ xe với sức chứa 5000 xe. Atrium, một điểm đến ăn uống mới tại thành phố Al Habtoor, có bốn cửa hàng hoạt động: The Rose & Crown (một quán rượu truyền thống của Anh (khai trương vào tháng 8 năm 2016)), ZOCO (nhà hàng Mexico-Mỹ Latinh (mở tháng 9 năm 2016)), Redroom (một quán với loại cocktail kiểu châu Á cùng các phòng karaoke riêng (mở tháng 10 năm 2016)) và The City Grill (một nhà hàng bít-tết Nam Phi).

## Thông tin cơ bản
- Nhà phát triển: Tập đoàn Al Habtoor[9]
- Nhà thầu chính: Tập đoàn Habtoor Leighton (HLG)[10]
- Tổng chi phí: 3 tỷ USD[11]
- Sức chứa của khách sạn: 1.594 phòng (Westin Dubai, Thành phố Al Habtoor), 234 phòng (St Regis Dubai) và 356 phòng (W Dubai - Thành phố Al Habtoor)[12]
- Sức chứa dân cư: 1.000 căn hộ[13]
- Khu vườn theo phong cách Provence: 27.000 mét vuông[14]
- Tổng diện tích xây dựng: xấp xỉ 390.000 mét vuông[15]
- Kiến trúc sư (Khối khách sạn): Khatib và Alami
- Kiến trúc sư (khối dân cư): WS Atkins[16]